# KEAR
株式会社KEAR（ケアル）は、日本のメディア事業者、広告代理業者である。ウェブサイト「fempass」の運営で知られる。

## 概要
2019年4月15日に本社所在地を東京都港区に移転。バックオフィス業務、広告代理店業務、メディア事業、MD（マーチャンダイジング）事業など幅広い事業を運営する。
2020年12月よりサイト「fempass」を開設し、運営（英語、繁体中文）対応。
2021年7月5日、「fempass」連載からのスピンオフとして　fempass officialチャンネルにてさらば青春の光MCによるコンテンツ「さらば人生の悩み」を開始。